# Leicester Corn Exchange

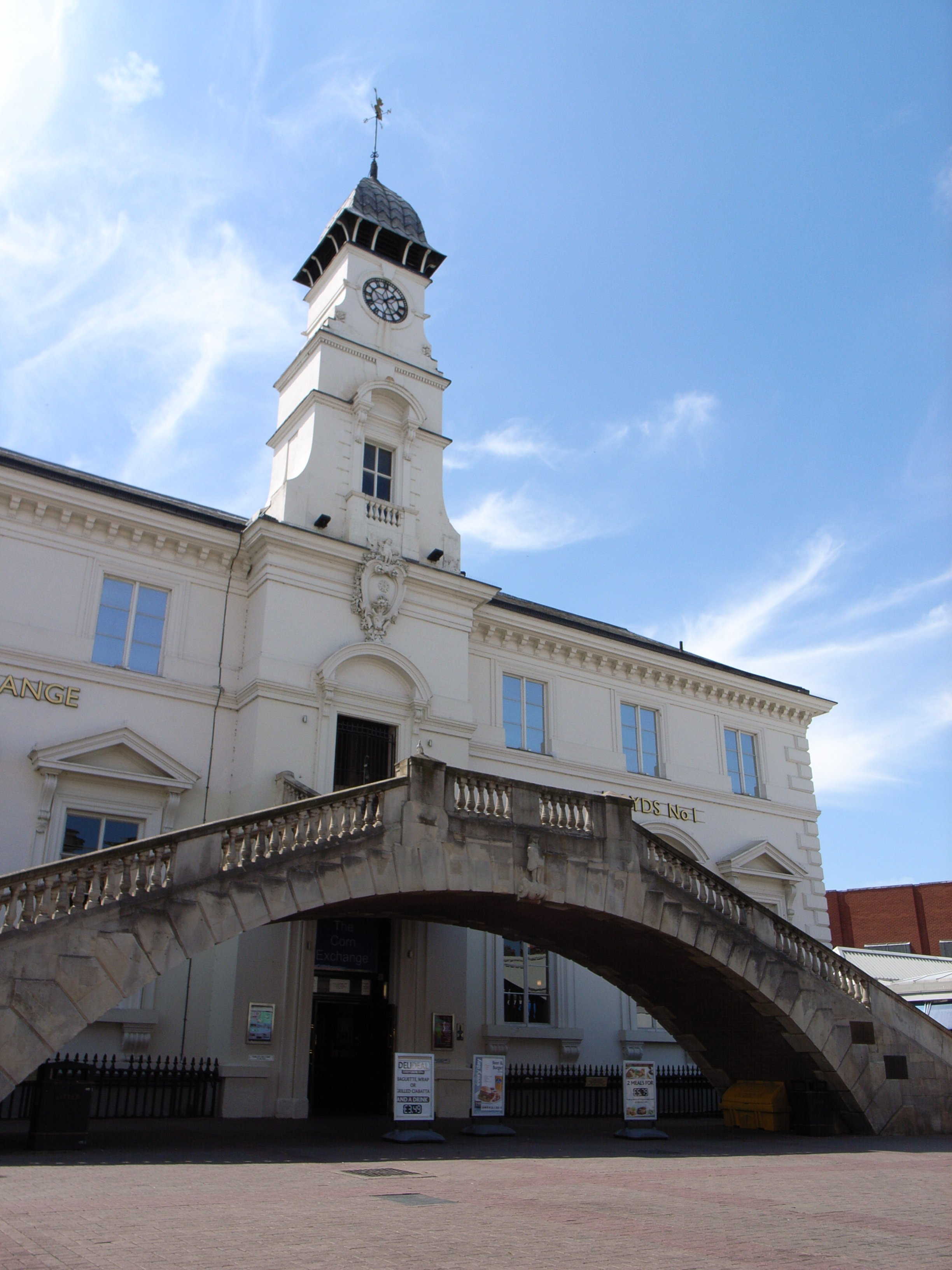
Leicester Corn Exchange 2006 r.

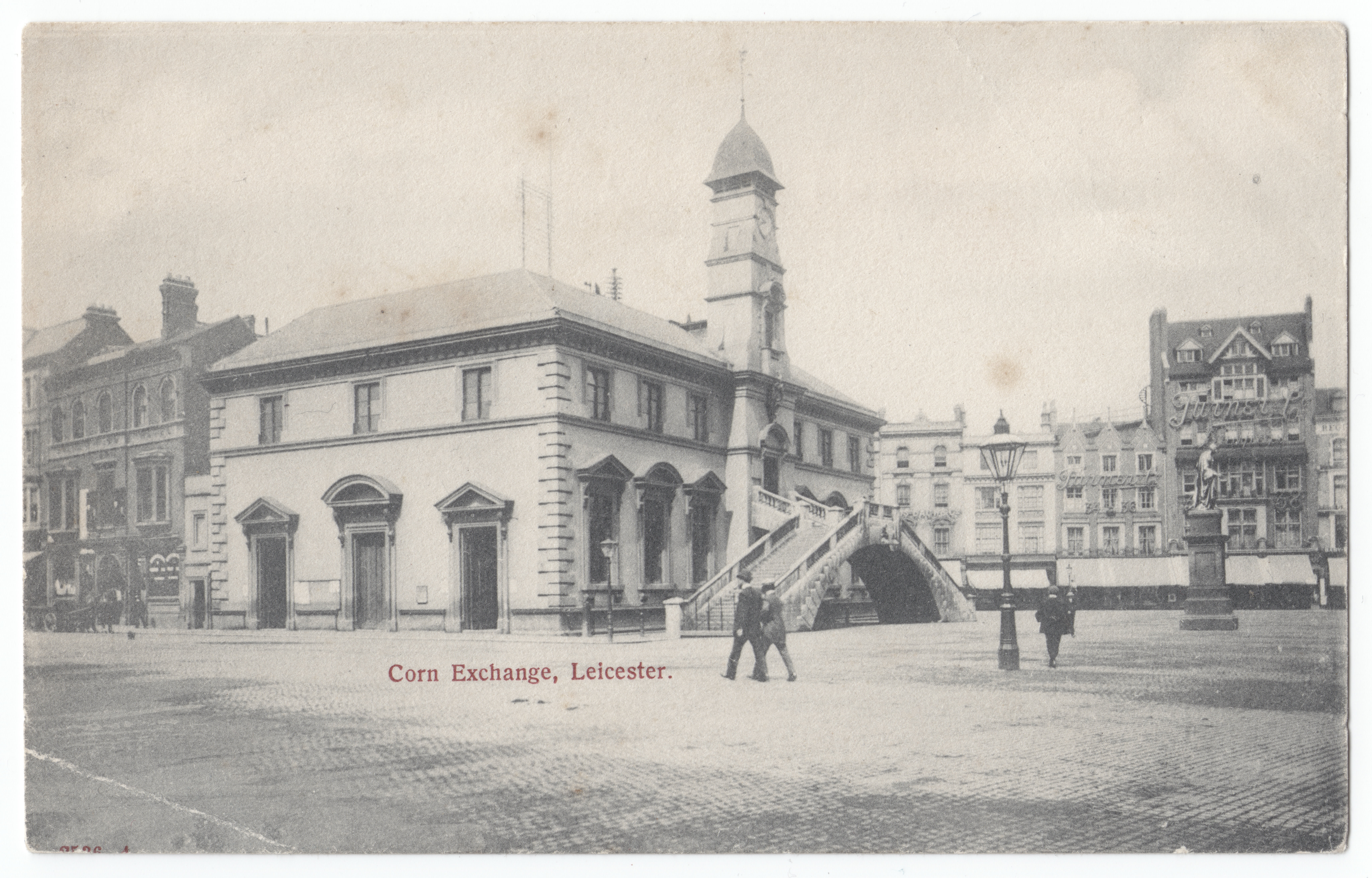
Leicester Corn Exchange w 1900 r.

Leicester Corn Exchange – budynek w centrum miasta Leicester w Anglii, położony przy rynku Leicester Market. Zabytkowy budynek II stopnia. Leicester Corn Exchange wybudowany został w 1850 r. przez Williama Flinta. W 1856 roku zostały dobudowane kamienne schody po obu stronach nad głównym wejściem przez FW Odrish.
Budynek pełnił funkcję handlową dla rolników i kupców zbóż uprawnych.
Obecnie budynek pełni funkcję restauracji i baru pod nazwą Lloyds No 1 Bar.